# Chakanahalli, Malur
Chakanahalli là một làng thuộc tehsil Malur, huyện Kolar, bang Karnataka, Ấn Độ.